# Ticușu
Ticușu is een Roemeense gemeente in het district Brașov. De gemeente bestaat uit twee dorpen; Cobor en Ticușu Vechi.
Ticușu telt 919 inwoners. Het dorp Cobor kent een van oudsher Hongaars karakter.